# Розуменко Валентина Олександрівна
Валентина Розуменко (нар. 9 грудня 1963 в селі Княжа Криниця Монастирищенського, нині Уманського району Черкаської області) — український публіцист, член Національної спілки журналістів України, Національної спілки письменників України, авторка публіцистичних книг, лауреатка мистецької премії в галузі літератури.

## Життєпис
1987 закінчила природничо-географічний факультет Київського педагогічного інституту.
Працювала в Київській міській адміністрації, Секретаріаті КМУ, в Держкомтелерадіо.
Брала участь в українській альпіністській експедиції «Ама-Даблам» у Гімалаї за програмою «Прапор України на вершинах світу» (1999).

## Творчість
Є авторкою книг публіцистики:
- «Непал, або подорож в Гімалаї» (2003), ISBN 966-7551-66-0,
- «Майдан… Хто, якщо не я?!» (2014), 590 с.,
- «Нескорені. Інтерв'ю із Героями АТО» (2016), ISBN 978-617-7201-41-9 (серія), ISBN 978-617-7201-42-6,
- Розуменко, В. Нескорені. Кн. 2 / Валентина Розуменко. — Київ: Гамазин, 2019. — 648 с., ISBN 978-966-279-113-6,
- «Вільні полонянки» (2023 рік),[2]
- «Лютий рік незламності» (2023), ISBN 978-966-986-592-2.
- «Брат» (2023 рік).

Авторка понад 200 інтерв'ю та статей.

## Громадська діяльність
Валентина Розуменко — голова творчого об'єднання публіцистів Київської організації Національної спілки письменників України.

## Відзнаки
- Почесний знак Київської спілки журналістів «За особливі заслуги»
- Мистецька премія «Київ» імені Євгена Плужника (2020)